# CRUD
CRUD — акроним, обозначающий четыре базовые функции, используемые при работе с базами данных: создание (англ. create), чтение (read), модификация (update), удаление (delete). Введён Джеймсом Мартином (англ. James Martin) в 1983 году как стандартная классификация функций по манипуляции данными.
В SQL этим функциям, операциям соответствуют операторы Insert (создание записей), Select (чтение записей), Update (редактирование записей), Delete (удаление записей). В некоторых CASE-средствах использовались специализированные CRUD-матрицы или CRUD-диаграммы, в которых для каждой сущности указывалось, какие базовые функции с этой сущностью выполняет тот или иной процесс или та или иная роль. В системах, реализующих доступ к базе данных через API в стиле REST, эти функции реализуются зачастую (но не обязательно) через HTTP-методы PUT, POST, GET, PATCH, DELETE.
Хотя традиционно оперирование в стиле CRUD применяется к базам данных, такой подход может быть распространён на любые хранимые вычислительные сущности (файлы, структуры в памяти, объекты). Шаблон проектирования ActiveRecord обеспечивает соответствие функций CRUD объектно-ориентированному подходу, и широко используется в различных фреймворках для доступа к базам данных из объектно-ориентированных языков программирования.